# Ivan Dolček
Ivan Dolček (* 24. dubna 2000, Koprivnica) je chorvatský fotbalový obránce hrající za Hajduk Split.

## Klubová kariéra
1. července 2019 přestoupil Dolček ze Slavena Belupo do Hajduku Split, se kterým podepsal čtyřroční kontrakt.
9. července 2019 vstřelil Dolček první gól za Hajduk hned při svém debutu. Z lavičky přišel na hřiště při výhře 2-0 proti Gżira United FC v prvním předkole Evropské ligy, gól vsítil v 95. minutě.